# Kyle Eastwood
Kyle Eastwood (født 19. maj 1968 i Los Angeles, Californien, USA) er en amerikansk jazzbassist og musiker. Han er søn af skuespilleren og filminstruktøren Clint Eastwood og hans tidligere ægtefælde Maggie Johnson.
Han studerede film på University of Southern California i to år før han påbegyndte sin musikalske karriere. Efter at være blevet sessionsmusiker i de tidlige 1990'ere, og leder af sin egen kvartet, udgav han sit første soloalbum, From There to Here, i 1998. Hans album, The View from Here, blev udgivet i 2013 på Jazz Village. Eastwood spiller udskåret og båndløs elektrisk basguitar og akustisk kontrabas. Hans seneste udgivelse, Time Pieces, udkom i 2015.
Som skuespiller har han bl.a. medvirket i Broerne i Madison County (1995) og J. Edgar (2005), der begge er instrueret af hans far, Clint Eastwood.

## Diskografi
| År   | Album                  | Pladeselskab |
| ---- | ---------------------- | ------------ |
| 1998 | From There to Here     | Sony         |
| 2004 | Paris Blue             | Rendezvous   |
| 2006 | Now                    | Rendezvous   |
| 2009 | Metropolitan           | Rendezvous   |
| 2009 | Songs from the Chateau | Rendezvous   |
| 2011 | Songs from the Chateau | Candid       |
| 2013 | The View from Here     | Jazz Village |
| 2015 | Time Pieces            |              |

## Filmografi

### Komponist/optrædende/arrangør
- The Rookie (1990) - komponist af "Red Zone" sammen med Michael Stevens
- Regarding Henry (1991) - ukrediteret optræden
- Mystic River (2002) - komponist af "Cosmo" og "Black Emerald Blues" sammen med Michael Stevens
- Million Dollar Baby (2004) - komponist af "Boxing Baby", "Solferino", "Blue Diner" sammen med Michael Stevens
- Letters from Iwo Jima (2006) - komponist af filmmusikken sammen med Michael Stevens
- Flags of Our Fathers (2006) - arrangør
- Rails & Ties (2007) - musik
- Changeling (2008) - arrangement
- Gran Torino (2008) - komponist af filmmusikken sammen med Michael Stevens
- Invictus (2009) - komponist af filmmusikken sammen med Michael Stevens

### Skuespiller
- The Outlaw Josey Wales (1976) - Joseys søn (ukrediteret)
- Bronco Billy (1980) - forældreløs (ukrediteret)
- Honkytonk Man (1982) - Whit Stovall
- The Bridges of Madison County (1995) - James Rivers Band
- Summer Hours (2007) - James
- J. Edgar  (2011) - Han var med i "Stork Club Band" (krediteret)